# جورج بيرغمان
جورج بيرغمان (بالإنجليزية: George Bergman)‏ هو أستاذ جامعي أمريكي، ولد في 22 يوليو 1943 في بروكلين في الولايات المتحدة.